# Coxina ensipalpis
Coxina ensipalpis är en fjärilsart som beskrevs av Achille Guenée 1852. Coxina ensipalpis ingår i släktet Coxina och familjen nattflyn. Inga underarter finns listade i Catalogue of Life.